# Carlton (Oregon)
Carlton – miasto w Stanach Zjednoczonych, w stanie Oregon, w hrabstwie Yamhill.